# Avgustov tempelj
Avgustov tempelj ali Tempelj Divusa Avgusta je bil velik tempelj, prvotno zgrajen v spomin na poveličanega prvega rimskega cesarja, Augusta. Zgrajen je bil med Palatinom in Kapitolskim gričem, za baziliko Julia, na mestu, kjer je bil Avgust naseljen, preden je vstopil v javno življenje sredi 1. stoletja pr. n. št.  Iz rimskih kovancev je znano, da je bil tempelj prvotno zgrajen v obliki jonskega heksastila . Vendar pa njegova velikost, fizikalna razmerja in natančno mesto niso znani . Pokrajinski avgustovi templji, kot je veliko manjši  Avgustov tempelj v Pulj, ki je zdaj na Hrvaškem, je bil zgrajen že v njegovem življenju. Verjetno zaradi ljudskega odpora do tega pojma ni bil uradno poveličan  v Rimu vse do svoje smrti, ko se zdi, da se je začel graditi tempelj v Noli v Kampaniji, kjer je umrl. Kasneje so mu bili templji posvečeni po vsem rimskem imperiju.

## Zgodovina
Gradnja templja je potekala v 1. stoletju našega štetja, obljubil jo je rimski senat kmalu po smrti cesarja v letu 14. Starodavni viri se ne strinjajo ali so ga zgradili Avgustov naslednik Tiberij in Avgustova vdova Livija . Šele po Tiberijevi smrti leta 37 je bil tempelj končno dokončan in ga je posvetil njegov naslednik Kaligula. Nekateri znanstveniki so predlagali, da je zamuda pri dokončanju templja pokazala, da je Tiberij ni posebej častil svojega predhodnika. Drugi so zagovarjali nasprotno, ki kaže na dokaze, da je Tiberij zadnjič potoval iz svoje vile na Capriju z namenom vstopiti v Rim in posvetiti tempelj. Vendar pa je cesar umrl v Misenumu v Neapeljskem zalivu, preden je lahko prišel v prestolnico. Ittai Gradel meni, da je bila dolga gradbena faza templja znak napornega prizadevanja, ki ga je zahtevala  gradnja .
Dolgo pričakovana posvetitev je potekala v zadnjih dveh dneh 37. avgusta. Po besedah zgodovinarja Kasija Diona so bili spominski dogodki, ki jih je naročil Kaligula, izjemno ekstravagantni. Dvodnevna konjska dirka je potekala skupaj s pokolom 400 medvedov in »enakim številom divjih zveri iz Libije«, Kaligula pa je odložil vse tožbe in prekinil vse žalovanje, da nihče ne bi imel izgovora, da se ne bi udeležil obiska«.  Sijaj in čas spomina je bil previdno preračunan politični akt; ne samo, da je bil mesec avgust, v katerem je umrl cesar (in ki je dobil ime po njem), ampak vrhunec praznovanj se je zgodil ob Kaligulovem rojstnem dnevu in zadnjem dnevu njegovega konzulstva. Kombinacija teh dogodkov bi poudarila, da je bil Kaligula Avgustov neposredni potomec . Klavdij je kasneje odredil, da se v templju postavi kip Avgustove žene Livije in da naj bi žrtvovanje v njeno čast naredile vestalkine device .
V času vladavine Domicijana je bil tempelj Divusa Augustusa uničen v požaru, leta 89/90 pa je bil obnovljen in ponovno posvečen s svetiščem njegovega najljubšega božanstva, Minerve. Tempelj je bil prenovljen kot spomin na štiri poveličane cesarje, vključno z Vespazijanom in Titom. Ponovno je bil rekonstruiran v poznih 150-ih, obnovil ga je Antonij Pij, ki ga je morda motivirala želja, da bi se javno povezal s prvim cesarjem . Točen datum obnove ni znan, vendar je obnovljen tempelj prikazan na kovancih od leta 158 naprej , ki ga upodabljajo z oktastilskim oblikovanjem s korintskimi kapiteli in dvema kipoma - domnevno Avgustom in Livio - v celi. Pediment je imel relief, ki je predstavljal Avgusta, s kvadrigo na vrhu. Na strehi sta stali dve figuri, na levi je predstavljala Romula in desni Eneja, ki je vodil svojo družino iz Troje in opozarja na rimski izvor mita. Stopnice templja sta spremljala dva kipa Viktorije. 
Avgustov tempelj so v latinski literaturi opisali kot templum Augusti ali divi Augusti, čeprav ga Marcial and Svetonij imenujeta templum novum ('novi tempelj'), ime v Acta Arvalia iz leta 36. leta. Obstajajo sklicevanja na knjižnico, ki jo je postavil Tiberij v bližini templja, imenovana bibliotecha templi novi ali templi Augusti. Pravijo, da je Kaligula pozneje zgradil most, ki je povezal Palatinski in Kapitolski grič in je prečkal tempelj. Razen dobro potrjenih kultnih kipov Avgusta in Livije, se o tematskih dekoracijah ne ve veliko, razen Plinijevega opisa slike Hijacint, Nikija iz Aten, ki jo je Tiberij podaril templju .
Zadnja znana omemba templja je bila 27. maja 218; v določenem trenutku je bil popolnoma uničen in njegovi kamni so bili verjetno razstavljeni za poznejše stavbe. Ostanki niso vidni in območje, kjer je stal, še nikoli ni bilo izkopano.